# Postemporada de la Major League Soccer 2011
La postemporada de la Major League Soccer 2011 denominada 2011 MLS Cup Playoffs fue la decimosexta postemporada de playoff del torneo de la temporada de la Major League Soccer. Empezó el 26 de octubre y concluyó en la final de la MLS Cup 2011 el 20 de noviembre. Los finalistas de la MLS Cup 2011 clasifican directamente a la Concacaf Liga Campeones 2012-13.

## Formato
La Postemporada del torneo fue anunciado el 23 de febrero de 2011. Los tres equipos de cada conferencia clasificados de los seis clasifican directamente a Semifinales de conferencia. Los cuatro equipos pasarán a primera ronda de la postemporada (Wild Card) que finalicen del 7º al 10º puesto de la tabla general, los dos equipos ganadores aceden a Semifinales de conferencia de sus respectivas conferencias. Y la final de la MLS Cup se desarrolló el 20 de noviembre.

## Clasificación

### Conferencia Este
| Pos. | Equipos                | PJ | G  | E  | P  | GF | GC | Dif. | Pts. |
| ---- | ---------------------- | -- | -- | -- | -- | -- | -- | ---- | ---- |
| 1    | Sporting Kansas City   | 34 | 13 | 12 | 9  | 50 | 40 | +10  | 51   |
| 2    | Houston Dynamo         | 34 | 12 | 13 | 9  | 45 | 41 | +4   | 49   |
| 3    | Philadelphia Union     | 34 | 11 | 15 | 8  | 44 | 36 | +8   | 48   |
| 4    | Columbus Crew          | 34 | 13 | 8  | 13 | 43 | 44 | -1   | 47   |
| 5    | New York Red Bulls     | 34 | 10 | 16 | 8  | 50 | 44 | +6   | 46   |
| 6    | Chicago Fire           | 34 | 9  | 16 | 9  | 46 | 45 | +1   | 43   |
| 7    | D.C. United            | 34 | 9  | 12 | 13 | 49 | 52 | -3   | 39   |
| 8    | Toronto FC             | 34 | 6  | 15 | 13 | 36 | 59 | -23  | 33   |
| 9    | New England Revolution | 34 | 5  | 13 | 16 | 38 | 58 | -20  | 28   |

     Clasifica a los playoffs 2011.

     Clasifica a los playoffs 2011 (Wild Card).

### Conferencia Oeste
| Pos. | Equipos              | PJ | G  | E  | P  | GF | GC | Dif. | Pts. |
| ---- | -------------------- | -- | -- | -- | -- | -- | -- | ---- | ---- |
| 1    | Los Angeles Galaxy   | 34 | 19 | 10 | 5  | 48 | 28 | +20  | 67   |
| 2    | Seattle Sounders FC  | 34 | 18 | 9  | 7  | 56 | 37 | +19  | 63   |
| 3    | Real Salt Lake       | 34 | 15 | 8  | 11 | 44 | 36 | +8   | 53   |
| 4    | FC Dallas            | 34 | 15 | 7  | 12 | 42 | 39 | +3   | 52   |
| 5    | Colorado Rapids      | 34 | 12 | 13 | 9  | 44 | 41 | +3   | 49   |
| 6    | Portland Timbers     | 34 | 11 | 9  | 14 | 40 | 48 | -8   | 42   |
| 7    | San Jose Earthquakes | 34 | 8  | 14 | 12 | 40 | 45 | -5   | 38   |
| 8    | Chivas USA           | 34 | 8  | 12 | 14 | 41 | 43 | -2   | 36   |
| 9    | Vancouver Whitecaps  | 34 | 6  | 10 | 18 | 35 | 55 | -20  | 28   |

     Clasifica a los playoffs 2011.

     Clasifica a los playoffs 2011 (Wild Card).

### Tabla General
| Pos. | Equipos                | PJ | G  | E  | P  | GF | GC | Dif. | Pts. |
| ---- | ---------------------- | -- | -- | -- | -- | -- | -- | ---- | ---- |
| 1    | Los Angeles Galaxy     | 34 | 19 | 10 | 5  | 48 | 28 | +20  | 67   |
| 2    | Seattle Sounders FC    | 34 | 18 | 9  | 7  | 56 | 37 | +19  | 63   |
| 3    | Real Salt Lake         | 34 | 15 | 8  | 11 | 44 | 36 | +8   | 53   |
| 4    | FC Dallas              | 34 | 15 | 7  | 12 | 42 | 39 | +3   | 52   |
| 5    | Sporting Kansas City   | 34 | 13 | 12 | 9  | 50 | 40 | +10  | 51   |
| 6    | Colorado Rapids        | 34 | 12 | 13 | 9  | 44 | 41 | +3   | 49   |
| 7    | Houston Dynamo         | 34 | 12 | 13 | 9  | 45 | 41 | +4   | 49   |
| 8    | Philadelphia Union     | 34 | 11 | 15 | 8  | 44 | 36 | +8   | 48   |
| 9    | Columbus Crew          | 34 | 13 | 8  | 13 | 43 | 44 | -1   | 47   |
| 10   | New York Red Bulls     | 34 | 10 | 16 | 8  | 50 | 44 | +6   | 46   |
| 11   | Chicago Fire           | 34 | 9  | 16 | 9  | 46 | 45 | +1   | 43   |
| 12   | Portland Timbers       | 34 | 11 | 9  | 14 | 40 | 48 | -8   | 42   |
| 13   | D.C. United            | 34 | 9  | 12 | 13 | 49 | 52 | -3   | 39   |
| 14   | San Jose Earthquakes   | 34 | 8  | 14 | 12 | 40 | 45 | -5   | 38   |
| 15   | Chivas USA             | 34 | 8  | 12 | 14 | 41 | 43 | -2   | 36   |
| 16   | Toronto FC             | 34 | 6  | 15 | 13 | 36 | 59 | -23  | 33   |
| 17   | New England Revolution | 34 | 5  | 13 | 16 | 38 | 58 | -20  | 28   |
| 18   | Vancouver Whitecaps    | 34 | 6  | 10 | 18 | 35 | 55 | -20  | 28   |

     MLS Supporters' Shield 2011, Concacaf Liga Campeones 2012-13, Play-offs MLS Cup 2011

     Play-offs MLS Cup 2011

     Play-offs MLS Cup 2011 (Wild Card)

## Postemporada
|  | Wild Card |                    |   |  |
|  |           |                    |   |  |
|  | 7         | FC Dallas          | 0 |  |
|  | 7         | FC Dallas          | 0 |  |
|  | 10        | New York Red Bulls | 2 |  |
|  | 10        | New York Red Bulls | 2 |  |

|  | Wild Card |                 |   |  |
|  |           |                 |   |  |
|  | 8         | Colorado Rapids | 1 |  |
|  | 8         | Colorado Rapids | 1 |  |
|  | 9         | Columbus Crew   | 0 |  |
|  | 9         | Columbus Crew   | 0 |  |

|  | Semifinales de conferencia | Semifinales de conferencia | Semifinales de conferencia |                    |                      | Finales de conferencia | Finales de conferencia | Finales de conferencia |    |                | MLS Cup | MLS Cup | MLS Cup |  |
|  |                            |                            |                            |                    |                      |                        |                        |                        |    |                |         |         |         |  |
|  |                            |                            |                            |                    |                      |                        |                        |                        |    |                |         |         |         |  |
|  | E1                         | Sporting Kansas City       |                            |                    |                      |                        |                        |                        |    |                |         |         |         |  |
|  | E1                         | Sporting Kansas City       |                            |                    |                      |                        |                        |                        |    |                |         |         |         |  |
|  | WC                         | Colorado Rapids            |                            |                    |                      |                        |                        |                        |    |                |         |         |         |  |
|  | WC                         | Colorado Rapids            |                            | E1                 | Sporting Kansas City | 0                      |                        |                        |    |                |         |         |         |  |
|  | Conferencia Este           |                            |                            | E1                 | Sporting Kansas City | 0                      |                        |                        |    |                |         |         |         |  |
|  |                            |                            | E2                         | Houston Dynamo     | 2                    |                        |                        |                        |    |                |         |         |         |  |
|  | E2                         | Houston Dynamo             | E2                         | Houston Dynamo     | 2                    |                        |                        |                        |    |                |         |         |         |  |
|  | E2                         | Houston Dynamo             |                            |                    |                      |                        |                        |                        |    |                |         |         |         |  |
|  | E3                         | Philadelphia Union         |                            |                    |                      |                        |                        |                        |    |                |         |         |         |  |
|  | E3                         | Philadelphia Union         |                            |                    |                      |                        |                        |                        | E2 | Houston Dynamo | 0       |         |         |  |
|  |                            |                            |                            |                    |                      |                        |                        |                        | E2 | Houston Dynamo | 0       |         |         |  |
|  |                            |                            | O1                         | Los Angeles Galaxy | 1                    |                        |                        |                        |    |                |         |         |         |  |
|  | O1                         | Los Angeles Galaxy         | O1                         | Los Angeles Galaxy | 1                    |                        |                        |                        |    |                |         |         |         |  |
|  | O1                         | Los Angeles Galaxy         |                            |                    |                      |                        |                        |                        |    |                |         |         |         |  |
|  | WC                         | New York Red Bulls         |                            |                    |                      |                        |                        |                        |    |                |         |         |         |  |
|  | WC                         | New York Red Bulls         |                            | O1                 | Los Angeles Galaxy   | 3                      |                        |                        |    |                |         |         |         |  |
|  | Conferencia Oeste          |                            |                            | O1                 | Los Angeles Galaxy   | 3                      |                        |                        |    |                |         |         |         |  |
|  |                            |                            | O3                         | Real Salt Lake     | 1                    |                        |                        |                        |    |                |         |         |         |  |
|  | O2                         | Seattle Sounders FC        | O3                         | Real Salt Lake     | 1                    |                        |                        |                        |    |                |         |         |         |  |
|  | O2                         | Seattle Sounders FC        |                            |                    |                      |                        |                        |                        |    |                |         |         |         |  |
|  | O3                         | Real Salt Lake             |                            |                    |                      |                        |                        |                        |    |                |         |         |         |  |
|  | O3                         | Real Salt Lake             |                            |                    |                      |                        |                        |                        |    |                |         |         |         |  |
|  |                            |                            |                            |                    |                      |                        |                        |                        |    |                |         |         |         |  |

## Partidos

### Ronda preliminar (Wild Card)
Wild Card 1
| 26 de octubre de 2011 | FC Dallas | 0:2 (0:0) | New York Red Bulls         | Pizza Hut Park, Frisco, Texas                               |                                                             |
|                       |           | Reporte   | Lindpere 61' · Henry 90+8' | Asistencia: 10.017 espectadores Árbitro(s): Ricardo Salazar | Asistencia: 10.017 espectadores Árbitro(s): Ricardo Salazar |

Wild Card 2
| 27 de octubre de 2011 | Colorado Rapids | 1:0 (1:0) | Columbus Crew | Dick's Sporting Goods Park, Commerce City, Colorado        |                                                            |
|                       | Cummings 45+1'  | Reporte   |               | Asistencia: 7.803 espectadores Árbitro(s): Ricardo Salazar | Asistencia: 7.803 espectadores Árbitro(s): Ricardo Salazar |

### Seminales de conferencia
Conferencia Este
| 30 de octubre de 2011 | Colorado Rapids | 0:2 (0:0) | Sporting Kansas City   | Dick's Sporting Goods Park, Commerce City, Colorado         |                                                             |
|                       |                 | Reporte   | Bunbury 49' 59' (pen.) | Asistencia: 8.601 espectadores Árbitro(s): Baldomero Toledo | Asistencia: 8.601 espectadores Árbitro(s): Baldomero Toledo |

| 2 de noviembre de 2011 | Sporting Kansas City    | 2:0 (0:0) | Colorado Rapids | Livestrong Sporting Park, Kansas City, Kansas                |                                                              |
|                        | Collin 28' · Sapong 76' | Reporte   |                 | Asistencia: 18.565 espectadores Árbitro(s): Baldomero Toledo | Asistencia: 18.565 espectadores Árbitro(s): Baldomero Toledo |

| 30 de octubre de 2011 | Philadelphia Union | 1:2 (1:2) | Houston Dynamo         | PPL Park, Chester, Pensilvania                           |                                                          |
|                       | Le Toux 7'         | Reporte   | Hainault 6' · Carr 30' | Asistencia: 18.539 espectadores Árbitro(s): Jair Marrufo | Asistencia: 18.539 espectadores Árbitro(s): Jair Marrufo |

| 3 de noviembre de 2011 | Houston Dynamo | 1:0 (1:0) | Philadelphia Union | Robertson Stadium, Houston, Texas                           |                                                             |
|                        | Ching 45+3'    | Reporte   |                    | Asistencia: 24.749 espectadores Árbitro(s): Ricardo Salazar | Asistencia: 24.749 espectadores Árbitro(s): Ricardo Salazar |

Conferencia Oeste
| 30 de octubre de 2011 | New York Red Bulls | 0:1 (0:1) | Los Angeles Galaxy | Red Bull Arena, Harrison, Nueva Jersey                |                                                       |
|                       |                    | Reporte   | Magee 15'          | Asistencia: 22.663 espectadores Árbitro(s): Alex Prus | Asistencia: 22.663 espectadores Árbitro(s): Alex Prus |

| 3 de noviembre de 2011 | Los Angeles Galaxy             | 2:1 (1:1) | New York Red Bulls | Home Depot Center, Carson, California                       |                                                             |
|                        | Magee 42' · Donovan 75' (pen.) | Reporte   | Rodgers 4'         | Asistencia: 20.000 espectadores Árbitro(s): Hilario Grajeda | Asistencia: 20.000 espectadores Árbitro(s): Hilario Grajeda |

| 29 de octubre de 2011 | Real Salt Lake                 | 3:0 (1:0) | Seattle Sounders FC | Rio Tinto Stadium, Sandy, Utah                          |                                                         |
|                       | Saborío 41' 53' · Grabavoy 88' | Reporte   |                     | Asistencia: 17.067 espectadores Árbitro(s): Mark Geiger | Asistencia: 17.067 espectadores Árbitro(s): Mark Geiger |

| 2 de noviembre de 2011 | Seattle Sounders FC            | 2:0 (0:0) | Real Salt Lake | CenturyLink Field, Seattle, Washington                   |                                                          |
|                        | Alonso 56' (pen.) · Neagle 61' | Reporte   |                | Asistencia: 36.021 espectadores Árbitro(s): Jair Marrufo | Asistencia: 36.021 espectadores Árbitro(s): Jair Marrufo |

### Finales de conferencia
| 6 de noviembre de 2011 | Sporting Kansas City | 0:2 (0:0) | Houston Dynamo            | Livestrong Sporting Park, Kansas City, Kansas           |                                                         |
|                        |                      | Reporte   | Hainault 53' · Costly 87' | Asistencia: 20.839 espectadores Árbitro(s): Mark Geiger | Asistencia: 20.839 espectadores Árbitro(s): Mark Geiger |

| 6 de noviembre de 2011 | Los Angeles Galaxy                         | 3:1 (0:0) | Real Salt Lake | Home Depot Center, Carson, California                      |                                                            |
|                        | Donovan 23' (pen.) · Magee 58' · Keane 68' | Reporte   | Saborío 25'    | Asistencia: 23.437 espectadores Árbitro(s): Jorge Gonzalez | Asistencia: 23.437 espectadores Árbitro(s): Jorge Gonzalez |

### MLS Cup 2011
| 20 de noviembre de 2011 | Houston Dynamo | 0:1 (0:1) | Los Angeles Galaxy | Home Depot Center, Carson, California                       |                                                             |
|                         |                | Reporte   | Donovan 72'        | Asistencia: 30.281 espectadores Árbitro(s): Ricardo Salazar | Asistencia: 30.281 espectadores Árbitro(s): Ricardo Salazar |